# 巨人系列
《巨人系列》（英語：Giants series）是由詹姆斯·霍根所寫的五本科幻小說組成，第一本小說是1977年的《星之繼承者》（Inherit the Stars）。

## 系列小說
這個系列最初是按照1977年至1981年發表的三部曲計劃的，後來隨著《Entoverse》和《Mission to Minerva》而擴展。
- 《星之繼承者》（Inherit the Stars），1977年5月，ISBN 0-345-30107-2
- 《甘尼米德的溫柔巨人》（The Gentle Giants of Ganymede），1978年5月，ISBN 0-345-29048-8
- 《巨人之星》（Giants' Star），1981年7月，ISBN 0-345-28771-1
- 《Entoverse》，1991年10月，ISBN 1-85723-002-7
- 《Mission to Minerva》，2005年1月，ISBN 0-7434-9902-6

## 漫画
星野之宣漫画化。2013年、星雲賞漫画部門受賞。

### 書誌情報
『星を継ぐもの』 - 小学館、ビッグコミックススペシャル（A5判）、作画：星野之宣、全4巻
1. 2011年6月30日発売 ISBN 978-4-09-183888-9
2. 2011年11月30日発売 ISBN 978-4-09-184230-5
3. 2012年4月27日発売 ISBN 978-4-09-184427-9
4. 2012年9月28日発売 ISBN 978-4-09-184720-1

## 年表
2500万年前：太阳系第五行星慧神星（Minerva）进化出智慧生命巨人（Giants），又被后来的地球人称呼为伽星人（Ganymeans）。慧神星位于火星与木星之间，有一颗卫星。
2500万年至400万年前：慧神星大气层中二氧化碳的浓度开始升高。由于伽星人对二氧化碳浓度的升高十分不耐受，他们派出了一只科研队伍乘坐恒星际飞船沙普龙号（Shapieron）到伊斯卡里星（Iscaris）开展实验以寻求解决危机的方法。然而，实验破坏了伊斯卡里星内核的稳定状态，并最终导致该恒星爆发成为新星。沙普龙号只能仓促逃离伊斯卡里星。由于主驱动器故障，飞船没法减速，他们被迫以相对论速度环绕太阳巡航。而时间膨胀效应导致他们的主观时间流失速度只有太阳系的百万分之一。新星事件后，“伽星人”引入包括灵长类在内的地球动物，期望能分离出控制二氧化碳耐受的基因。然而，由于惧怕植入该基因可能的不良后果，他们最终离开慧神星并迁往金牛座，来到了环绕着恒星巨人星（Giants' Star）的行星苏利恩星（Thurien）。他们留下了仪器以保持对慧神星的观察。迁徙过程中有一艘飞船坠毁在木卫三伽倪墨得斯表面。
大约10万年前：遗留在慧神星上的经历过基因实验的灵长类动物进化成为现代人类。
10万年至5万年前：慧神星进入冰河期，威胁新生的人类文明。人类启动太空项目以期逃离该行星移民地球，这导致两个超级大国——赛里奥斯（Cerios）和兰比亚（Lambia）——之间的冲突和军事竞赛。
5万年前：在长期的冲突后，两个超级大国之间终于爆发核战争。苏利恩人介入了但没能阻止战争。战争中慧神星被炸碎，在木星的潮汐效应作用下化作了今天的小行星带，其中比较大的一块被甩到了太阳系的外围轨道，变成了冥王星。慧神星的卫星虽然也受到波及，但始终完好。在它的母星爆炸之后，它脱离它原来的轨道坠向太阳，并十分巧合的被原本没有卫星的地球俘获，成为后来广为人知的月球。赛里奥斯的幸存者请求苏利恩人把他们送到地球，并安顿了下来。然而随后地球俘获月球过程中造成的混乱把他们打回了石器时代。他们因此遗失了关于自己来源的一切信息，并不得不灭绝了地球本土进化的尼安德特人才得以存活下来。兰比亚的幸存者则被苏利恩人带到了苏利恩星附近的杰乌伦星（Jevlen），指望融入苏利恩人社会。仿照苏利恩人的超级人工智能维萨（VISAR），他们建造了自己的人工智能，取名杰乌克斯（JEVEX），掌控他们社会的方方面面。
5万年前至19世纪：为了避开苏利恩人来增强杰乌克斯，杰乌伦人把它挪到了尤坦星。苏利恩人逐渐信任杰乌伦人，开始委托他们观察地球文明。然而被他们祖辈的仇恨所驱动，杰乌伦人开始设法阻碍地球文明发展。
19世纪：出于毁灭人类的目的，杰乌伦人开始武器研发。
1939年至1945年：杰乌伦人策划了第二次世界大战，指望最终演化成核战争并灭绝全人类。
1945年之后：地球开始核军事竞赛。杰乌伦人开始秘密建造积累自己的武器装备。
2015年：冷战结束，旨在维护地球和平的联合国太空军团成立。杰乌伦人特工一边引导地球去军事化，一边向苏利恩人传达地球处于第三次世界大战前夕的假像。
2027年：人类再次开始太空探索。联合国太空军团在月球找到了一具5万年前的赛里奥斯人尸体，命名为查理，并把他所属的未知种族称为月球人。
2028年：人类推断出慧神星曾经存在。太空军团在木卫三发现坠毁了的飞船，把该种族命名为伽星人。
2029年：人类重新构建了月球人和伽星人的完整故事，发现月球曾是慧神星的卫星，并最终意识到地球人类是源自慧神星的“月球人”的后代。
2030年：沙普龙号的速度终于降了下来，他们进入了太阳系并与人类建立了联系。他们在地球上停留了6个月，然后出发去往巨人星。人类得知人类的智慧启蒙是巨人对灵长类动物的一次基因实验预料之外的副作用造成。监控地球的杰乌伦人没有把沙普龙号重新出现的消息告知苏利恩人，而苏利恩人从地球发出的一则无线电中知道了这一消息。
2031年：在瞒着杰乌伦人的情况下，苏利恩人与地球人取得联系，揭露了杰乌伦人一贯的欺瞒。地球人类与苏利恩人联合对抗杰乌伦人，关掉了杰乌克斯。杰乌伦人一众首领尝试逃离杰乌伦星，混乱中被传送到5万余年前的慧神星附近。

## 注解
1. ↑  作者虚构的行星，与天文学中的小行星“慧神星”不是同一颗
2. ↑  得名于其约8英尺（2.4）的身高
3. 1 2  因最早在木卫三伽倪墨得斯发现其痕迹而得名
4. ↑  即迁往苏利恩星的伽星人
5. ↑  即移居到杰乌伦星的兰比亚人
6. ↑  即移居地球的赛里奥斯人